# Greetje Galliard
Margaretha Cornelia (Greetje) van Leersum-Galliard (Amsterdam, 25 november 1926 – Rijswijk, 22 oktober 2019) was een Nederlands zwemster, gespecialiseerd in de rugslag. Ze vertegenwoordigde haar vaderland op de Olympische Zomerspelen 1948 in Londen.

## Biografie
Galliard startte haar sportieve carrière tijdens de Tweede Wereldoorlog. Waar ze in de oorlogsjaren zwemster Iet van Feggelen nog dikwijls voor moest laten gaan op de 100 meter rugslag, was ze haar en andere rugslagzwemsters na de oorlog wel de baas. In 1946, 1947 en 1948 werd ze Nederlands kampioen op deze afstand. Vanaf 1949 moest ze de leiding echter afstaan aan Geertje Wielema.
Ze werd in 1947 afgevaardigd naar de eerste naoorlogse Europese kampioenschappen in Monte Carlo. Hier werd ze in een tijd van 1.18,3 minuut vierde, achter Van Feggelen die de bronzen medaille won. Een jaar later nam ze deel aan de Olympische Zomerspelen in Londen. Ze werd in een tijd van 1.19,1 minuut achtste, en laatste, in de finale. Bij haar laatste deelname aan een internationale zwemwedstrijd viel ze wel in de prijzen: bij het EK in Wenen won Galliard in 1.17,9 minuut de bronzen medaille.
Galliard maakte eind 1950 en begin 1951 met Irma Schuhmacher een drie maanden durende reis door Nieuw-Zeeland en Australië. Schuhmacher besloot daarop te emigreren naar Australië. Galliard had hier ook interesse voor.
Greetje Galliard overleed op 22 oktober 2019 op 92-jarige leeftijd.

## Erelijst
- Nederlands kampioen: 1946, 1947, 1948.